# اولیانا نشوا
اولیانا نشوا (انگلیسی: Ulyana Nesheva؛ زادهٔ ۲۶ نوامبر ۱۹۸۳) هنرمند، نقاش، هنرمند تاتو، طراح گرافیک، تصویرگر، عکاس و طراح اهل اوکراین است. وی از سال ۲۰۰۰ میلادی تاکنون مشغول فعالیت بوده‌است.